# Panunggangan
Panunggangan is een bestuurslaag in het regentschap Tangerang van de provincie Banten, Indonesië. Panunggangan telt 10.804 inwoners (volkstelling 2010).